# Günter Schröder (Polizist)

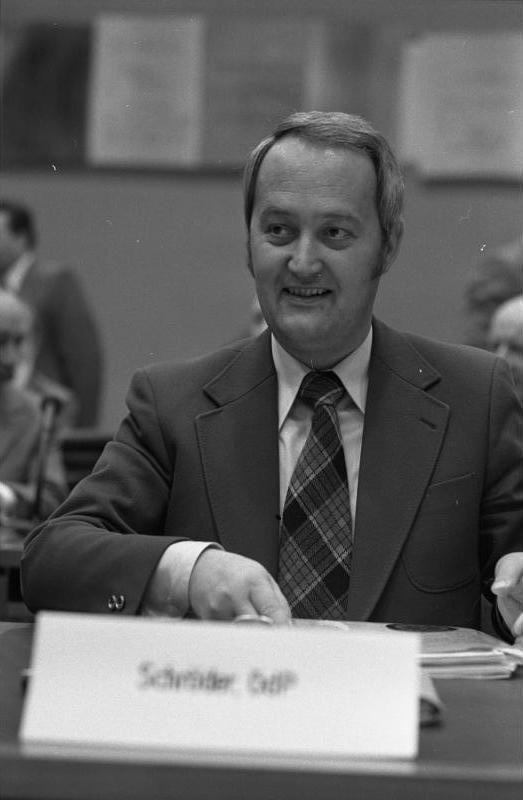
Günter Schröder (1975)

Günter Schröder (* 8. April 1937 in Pommern; † 2. Juli 2025 in Bielefeld) war ein deutscher Polizist und Gewerkschaftsfunktionär. Er war von 1981 bis 1986 Vorsitzender des geschäftsführenden Bundesvorstandes der Gewerkschaft der Polizei (GdP).

## Leben
Schröder erlernte zunächst den Beruf des Handformers. 1955 wechselte er aus der Metallbranche zur Polizei und wurde schließlich Polizeihauptkommissar. Von 1975 bis 1987 war er Landesvorsitzender der nordrhein-westfälischen GdP.
Am 26. Juni 1981 wurde Schröder in Hilden bei Düsseldorf als Nachfolger des verstorbenen Helmut Schirrmacher zum Bundesvorsitzenden der GdP gewählt. Er trat zurück, nachdem ein von ihm verwendeter historischer Vergleich zur Festnahme des Gewerkschaftsmanagers Alfons Lappas mit den Methoden der Zeit des Nationalsozialismus zunehmend auf Kritik aus den eigenen Reihen gestoßen war. Sein Nachfolger auf dem Bundeskongress in Mannheim im November 1986 wurde Hermann Lutz. Schröder behielt seine Ämter als GdP-Landesvorsitzender in Nordrhein-Westfalen und Präsident der Internationalen Union der Polizeigewerkschaften.
Schröder war SPD-Mitglied.